# Franz Xaver Heilig

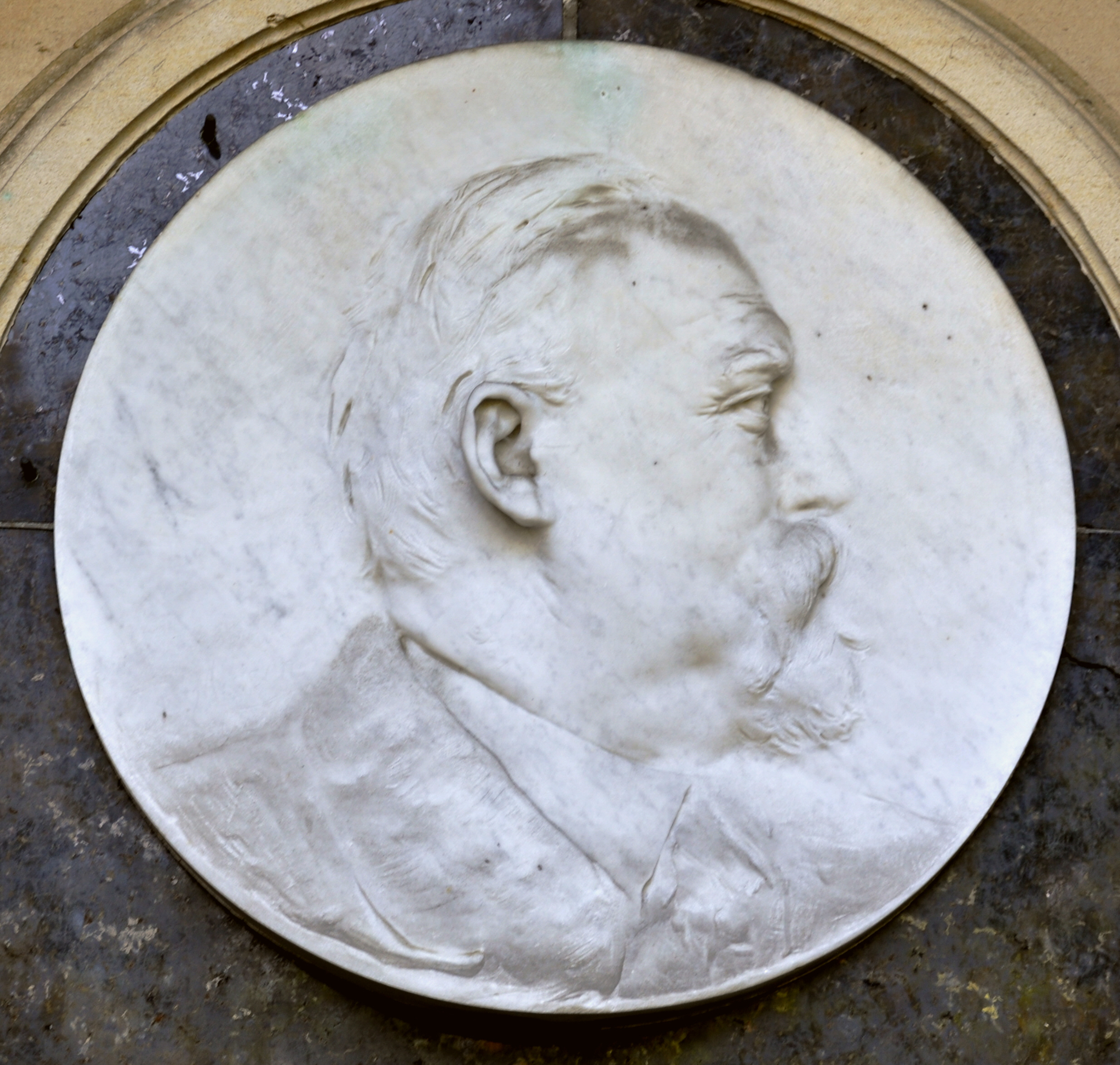
Reliefmedaillon Franz Xaver Heilig am Familiengrabmal Heilig auf dem Pfullendorfer Friedhof

Franz Xaver Heilig (* 30. Oktober 1826 in Pfullendorf; † 18. August 1888 in Szegedin) war Kaufmann, Bürgermeister und Mitglied des Deutschen Reichstags.

## Leben
Heilig absolvierte das Gymnasium. Er war Chef und Leiter einer Großhandlung von Landprodukten. Über 25 Jahre war er Mitglied der Kommunalverwaltung und auch Bürgermeister von Pfullendorf. Er war langjähriges Mitglied der II. Badischen Kammer. Von 1877 bis 1881 war er Mitglied des Deutschen Reichstags für den Wahlkreis Baden 1 (Pfullendorf) und die Nationalliberale Partei.
In Pfullendorf ist eine Straße nach ihm benannt.